# 세계농정연구원
세계농정연구원은 세계각국의 농림수산업 및 농산어촌 정책에 대한 종합적인 조사연구와 농정관련기관 및 단체에 대한 자문 및 교육사업 목적으로 2002년 3월 28일 설립된 대한민국 농림수산식품부 소관의 사단법인이다. 사무실은 경기도 안양시 동안구 비산동 1108번지, 금강벤처텔 1108호실에 있다.

## 주요 사업
- 세계 각국의 농정에 관한 조사연구와 연구용역 수탁
- 국내외 농정관련 자료의 수집분석 및 관계기관 자료제공
- 국제 농업협력 증진을 위한 국제세미나 및 심포지움 개최
- 농산물관련 이해국간 민간차원의 국제교류협력사업의 추진
- 농정관련기관 및 단체에 대한 국제농업자문활동 및 해외연수 프로그램 개발